# Nekrolog 3. Quartal 1989
Nekrolog
◄◄
| ◄
| 1985
| 1986
| 1987
| 1988
| 1989 | 1990 | 1991 | 1992 | 1993 | ► | ►►
1. Quartal |
2. Quartal |
3. Quartal |
4. Quartal 1989
Weitere Ereignisse | Allgemeiner Nekrolog 1989
Die Beschreibung der verstorbenen Person sollte so kurz wie möglich gehalten sein und nur deren signifikante Tätigkeit(en) enthalten.
Neue Namen ggf. auch unter dem Geburts- und Sterbedatum, also etwa unter 1. Januar und im Geburts- und Sterbejahr (2024) eintragen (nur bei entsprechender großer Wichtigkeit). Für Beispiele siehe die schon vorhandenen Artikel.
Außerdem über die fünf zuletzt Verstorbenen, zu denen es einen ausreichend guten Artikel für eine Präsentation auf der Hauptseite gibt, nach der todesbedingten Überarbeitung der Artikel ggf. auch unter Wikipedia Diskussion:Hauptseite informieren und sie am besten auch in den anderen Wikipedia-Sprachversionen eintragen. Tipp: Regelmäßig bei news.google.de nach „ist tot“, „gestorben“ oder „verstorben“ suchen.
Wenn eine Person gestorben ist, gibt es viele Seiten zu dieser Person in der Wikipedia, die davon auch betroffen sind und entsprechend aktualisiert werden müssen. Beispiele: Namenübersichtsseite, Geburtsjahr, Geburtsort-Seiten und viele mehr.
Wie finde ich die betroffenen Seiten?
Im Suchfeld auf der linken Seite gibt man den Suchbegriff so ein: „Vorname Nachname“. Dann klickt man auf Volltext und alle Seiten mit entsprechendem Suchtext werden aufgerufen. Hier sieht man dann schnell, wo auch das Todesjahr Sinn macht oder sogar ein Teil des Artikels angepasst werden muss. Auch hilft das „Werkzeug“ auf der linken Seite sehr gut, um solche Seiten aufzufinden: „Links auf diese Seite“. Somit ist die Wikipedia wieder aktuell in allen Bereichen! Hinweis: bei Eintragung der Kategorie „Gestorben JAHR“ wird der Missbrauchsfilter 49 ausgelöst, was jedoch nicht schlimm ist. Siehe: Spezial:Missbrauchsfilter/49
Dies ist eine Liste von im dritten Quartal 1989 verstorbenen bekannten Persönlichkeiten. Die Einträge erfolgen innerhalb der einzelnen Daten alphabetisch sortiert. Tiere sind im Nekrolog für Tiere zu finden.

## Juli
| Tag      | Name                                              | Beruf, bekannt als                                                                                              | Alter | Beleg |
| -------- | ------------------------------------------------- | --- | ----- | ----- |
| 1. Juli  | Matthias Billen                                   | deutscher Fußballspieler                                                                                        | 79    |       |
| 1. Juli  | William Ching                                     | US-amerikanischer Schauspieler                                                                                  | 75    |       |
| 1. Juli  | Dora Gaitskell, Baroness Gaitskell                | britische Politikerin (Labour Party)                                                                            | 88    |       |
| 1. Juli  | Stephen Naidoo                                    | Geistlicher und Erzbischof von Kapstadt                                                                         | 51    |       |
| 1. Juli  | Olga Sansom                                       | neuseeländische Lehrerin, Museumsdirektorin, Botanikerin, Rundfunksprecherin und Journalistin                   | 89    |       |
| 2. Juli  | Brendan Crinion                                   | irischer Politiker                                                                                              | 65    |       |
| 2. Juli  | Andrei Andrejewitsch Gromyko                      | sowjetischer Politiker, langjähriger Außenminister                                                              | 79    |       |
| 2. Juli  | Hasan Esat Işık                                   | türkischer Diplomat und Politiker                                                                               |       |       |
| 2. Juli  | Ernie Morrison                                    | US-amerikanischer Schauspieler                                                                                  | 76    |       |
| 2. Juli  | Jean Painlevé                                     | französischer Dokumentarfilmer, Szenenbildner und Schauspieler                                                  | 86    |       |
| 2. Juli  | Franklin J. Schaffner                             | US-amerikanischer Filmregisseur                                                                                 | 69    |       |
| 2. Juli  | Werner Schuhn                                     | deutscher Lehrer und Heimatschriftsteller                                                                       | 64    |       |
| 2. Juli  | Wilfrid Sellars                                   | US-amerikanischer Philosoph                                                                                     | 77    |       |
| 2. Juli  | Ben Wright                                        | britischer Schauspieler                                                                                         | 74    |       |
| 3. Juli  | Jim Backus                                        | amerikanischer Schauspieler und Synchronsprecher                                                                | 76    |       |
| 3. Juli  | Wilhelm Eilers                                    | deutscher Orientalist                                                                                           | 82    |       |
| 3. Juli  | Peter Fox                                         | kanadischer Politiker                                                                                           | 68    |       |
| 3. Juli  | Okey L. Patteson                                  | US-amerikanischer Politiker, Gouverneur von West Virginia                                                       | 90    |       |
| 4. Juli  | Leopold Ettlinger                                 | britischer Kunsthistoriker                                                                                      | 76    |       |
| 4. Juli  | Heinz Küppenbender                                | deutscher Manager                                                                                               | 88    |       |
| 4. Juli  | Peter Petersen                                    | deutscher Politiker (NPD), MdL                                                                                  | 85    |       |
| 4. Juli  | Eleanor Raymond                                   | US-amerikanische Architektin                                                                                    | 102   |       |
| 4. Juli  | Franz Richter Herf                                | österreichischer Komponist                                                                                      | 68    |       |
| 5. Juli  | Gottfried Eduard Arnold                           | austroamerikanischer Mediziner                                                                                  | 75    |       |
| 5. Juli  | Arthur Bispo do Rosário                           | brasilianischer Objektkünstler                                                                                  | 80    |       |
| 5. Juli  | Sirarpie Der Nersessian                           | armenische Kunsthistorikerin                                                                                    | 92    |       |
| 5. Juli  | Ugo Giachery                                      | italienischer Bahai und einer der zwölf Hände der Sache Gottes                                                  | 93    |       |
| 5. Juli  | Ernesto Halffter Escriche                         | spanischer Komponist und Dirigent                                                                               | 84    |       |
| 5. Juli  | Hans Harmsen                                      | deutscher Sozialhygieniker                                                                                      | 90    |       |
| 5. Juli  | Jean Leguay                                       | französischer Täter des Holocaust                                                                               | 79    |       |
| 5. Juli  | Luis Sánchez Varona                               | kubanischer Geologe und Wirbeltier-Paläontologe                                                                 | 65    |       |
| 5. Juli  | Berthold Wolpe                                    | deutscher Typograf und Lehrer                                                                                   | 83    |       |
| 6. Juli  | Jean Bouise                                       | französischer Schauspieler                                                                                      | 60    |       |
| 6. Juli  | János Kádár                                       | ungarischer kommunistischer Politiker                                                                           | 77    |       |
| 6. Juli  | Willi Moegle                                      | deutscher Sach- und Werbefotograf                                                                               | 91    |       |
| 6. Juli  | Alexandru Pașcanu                                 | rumänischer Komponist und Musikpädagoge                                                                         | 69    |       |
| 6. Juli  | Re’uven Schaeri                                   | israelischer Politiker                                                                                          | 86    |       |
| 6. Juli  | Michael Weber                                     | deutscher Abiturient, Todesopfer an der bulgarisch-griechischen Grenze                                          | 19    |       |
| 7. Juli  | Iroda Aliyeva                                     | sowjetischer Theater- und Kinoschauspielerin                                                                    | 59    |       |
| 7. Juli  | Hasso von Etzdorf                                 | deutscher Generalkonsul                                                                                         | 89    |       |
| 7. Juli  | Mosche Kol                                        | israelischer Politiker                                                                                          | 78    |       |
| 7. Juli  | Benjamin Dean Meritt                              | US-amerikanischer Klassischer Philologe                                                                         | 90    |       |
| 7. Juli  | Virgilio Sabel                                    | italienischer Filmregisseur und Drehbuchautor                                                                   | 68    |       |
| 8. Juli  | August Haußleiter                                 | deutscher Politiker (CSU, DG, AUD, Grüne), MdL Bayern und Journalist                                            | 84    |       |
| 8. Juli  | Käthe Kamossa                                     | deutsche Schauspielerin und Autorin                                                                             | 77    |       |
| 8. Juli  | Platon Majboroda                                  | ukrainischer Komponist                                                                                          | 70    |       |
| 8. Juli  | Kurt Wagner                                       | deutscher Militär, Verfolgter des Nationalsozialismus und Stellvertreter des Ministers für Nationale Verteid... | 84    |       |
| 9. Juli  | Pietro Salvatore Colombo                          | italienischer römisch-katholischer Bischof von Mogadischu                                                       | 66    |       |
| 9. Juli  | Franz Egermann                                    | deutscher Klassischer Philologe                                                                                 | 84    |       |
| 9. Juli  | John Fitzpatrick                                  | kanadischer Sprinter                                                                                            | 82    |       |
| 9. Juli  | Martin Müller                                     | deutscher evangelischer Theologe, Pfarrer sowie Kirchenpräsident                                                | 86    |       |
| 9. Juli  | Gustav Östling                                    | schwedischer Marathonläufer                                                                                     | 74    |       |
| 9. Juli  | Dorle Rath                                        | deutsche Jazz- und Unterhaltungssängerin                                                                        | 68    |       |
| 10. Juli | Andrex                                            | französischer Schauspieler und Sänger                                                                           | 82    |       |
| 10. Juli | Mel Blanc                                         | US-amerikanischer Synchronsprecher                                                                              | 81    |       |
| 10. Juli | Jean-Michel Charlier                              | belgischer Comic-Zeichner                                                                                       | 64    |       |
| 10. Juli | Gottfried Holtz                                   | evangelischer Theologe, Hochschullehrer                                                                         | 90    |       |
| 10. Juli | Roger Richebé                                     | französischer Filmproduzent, -regisseur, -verleiher und Drehbuchautor                                           | 91    |       |
| 11. Juli | Laurence Curtis                                   | US-amerikanischer Politiker                                                                                     | 95    |       |
| 11. Juli | Emil Hecker                                       | deutscher Schriftsteller                                                                                        | 92    |       |
| 11. Juli | Andor Kovács                                      | ungarischer Jazzmusiker                                                                                         | 60    |       |
| 11. Juli | Richard Travis                                    | US-amerikanischer Schauspieler                                                                                  | 76    |       |
| 11. Juli | Laurence Olivier                                  | britischer Schauspieler, Regisseur, Produzent und Theaterleiter                                                 | 82    |       |
| 12. Juli | Wolfgang von Hessen                               | deutscher Adeliger, Sohn des Königs Friedrich Karl von Hessen                                                   | 92    |       |
| 12. Juli | Franziska zu Hohenlohe-Waldenburg-Schillingsfürst | deutsche Adelige, Prinzessin zu Hohenlohe-Waldenburg-Schillingsfürst (bis 1918)                                 | 92    |       |
| 12. Juli | Sidney Hook                                       | US-amerikanischer Sozialphilosoph und Hochschullehrer                                                           | 86    |       |
| 12. Juli | Josef Ippers                                      | deutscher (Arbeiter-)Schriftsteller (seine Selbstbeschreibung, Familienvater Geschichtenerzähler, Autodidakt)   | 57    |       |
| 12. Juli | Arnaldo Ochoa                                     | kubanischer General                                                                                             |       |       |
| 12. Juli | Alfred Pielenz                                    | Unternehmer | 90    |       |
| 12. Juli | Carlos Puebla                                     | kubanischer Liedermacher                                                                                        | 71    |       |
| 12. Juli | Bjarne Rostvold                                   | dänischer Jazzmusiker (Schlagzeug, Perkussion)                                                                  | 54    |       |
| 13. Juli | Abdul Rahman Ghassemlou                           | iranischer Kurde, Vorsitzender der DPK-I                                                                        | 58    |       |
| 13. Juli | Ulf Miehe                                         | deutscher Schriftsteller, Drehbuchautor und Regisseur                                                           | 49    |       |
| 13. Juli | Alberto Radi                                      | italienischer Ruderer                                                                                           | 69    |       |
| 13. Juli | Tommy Tucker                                      | US-amerikanischer R&B-Sänger und Bigband-Leader                                                                 | 81    |       |
| 14. Juli | Friedrich Barthel                                 | deutscher Heimatforscher, Volkskundler, Mundartforscher und Mundartdichter                                      | 85    |       |
| 14. Juli | Hans Höllerich                                    | deutscher Schriftsteller und Heimatforscher, Schuldirektor                                                      | 73    |       |
| 14. Juli | Arnold Poepke                                     | deutscher Volkswirt und Politiker (CDU), MdB                                                                    | 87    |       |
| 14. Juli | Friederike Stolz                                  | österreichische Bildhauerin und Keramikerin                                                                     | 76    |       |
| 15. Juli | Dieter Augustin                                   | deutscher Schauspieler und Komiker                                                                              | 55    |       |
| 15. Juli | Josef Bauer                                       | deutscher Politiker (CSU), MdB                                                                                  | 74    |       |
| 15. Juli | Bill Bradley                                      | US-amerikanischer Jazz-Schlagzeuger                                                                             | 51    |       |
| 15. Juli | Will Bradley                                      | US-amerikanischer Big-Band-Leader und Posaunist                                                                 | 77    |       |
| 15. Juli | Laurie Cunningham                                 | englischer Fußballspieler                                                                                       | 33    |       |
| 15. Juli | Nesuhi Ertegün                                    | US-amerikanischer Jazz-Produzent türkischer Abstammung                                                          | 71    |       |
| 15. Juli | Frank F. Harding                                  | US-amerikanischer Anwalt und Politiker                                                                          | 73    |       |
| 15. Juli | Artur Sandauer                                    | polnischer Schriftsteller, Literaturkritiker, Übersetzer                                                        | 75    |       |
| 15. Juli | William F. Temple                                 | britischer Science-Fiction-Autor                                                                                | 75    |       |
| 15. Juli | Ulrich Weiss                                      | US-amerikanischer Chemiker                                                                                      | 81    |       |
| 16. Juli | John N. Dempsey                                   | US-amerikanischer Politiker                                                                                     | 74    |       |
| 16. Juli | Nicolás Guillén                                   | kubanischer Dichter und Schriftsteller                                                                          | 87    |       |
| 16. Juli | Herbert von Karajan                               | österreichischer Dirigent                                                                                       | 81    |       |
| 17. Juli | Dudley Brooks                                     | US-amerikanischer Jazzmusiker                                                                                   | 75    |       |
| 17. Juli | Hans Dahmen                                       | deutscher Lehrer und Politiker (CDU), MdL und Staatssekretär in Rheinland-Pfalz                                 | 59    |       |
| 17. Juli | Franz-Heinrich Jürgens                            | deutscher Politiker (SPD), MdL                                                                                  | 64    |       |
| 17. Juli | Paul Lemerle                                      | französischer Byzantinist                                                                                       | 86    |       |
| 17. Juli | Mary Parke                                        | britische Meeresbotanikerin und Phykologin                                                                      | 81    |       |
| 17. Juli | Paul C                                            | US-amerikanischer Hip-Hop-Produzent                                                                             | 24    |       |
| 17. Juli | Heinz Risse                                       | deutscher Schriftsteller                                                                                        | 91    |       |
| 17. Juli | Heorhij Schewel                                   | ukrainischer Politiker, Außenminister der Ukrainischen SSR                                                      | 70    |       |
| 17. Juli | František Šimůnek                                 | tschechoslowakischer Skisportler                                                                                | 78    |       |
| 17. Juli | Hans Würdinger                                    | deutscher Rechtswissenschaftler                                                                                 | 86    |       |
| 18. Juli | Freia Eisner                                      | deutsche Friedens- und Frauenaktivistin, Tochter der Else Belli                                                 | 82    |       |
| 18. Juli | René Kohn                                         | luxemburgischer Schwimmer                                                                                       | 56    |       |
| 18. Juli | Oonah Keogh                                       | irische Wertpapierhändlerin                                                                                     | 86    |       |
| 18. Juli | Hans Lorenser                                     | deutscher Politiker (CDU), MdL                                                                                  | 73    |       |
| 18. Juli | Clemens Pausinger                                 | österreichischer Richter und Widerstandskämpfer                                                                 | 81    |       |
| 18. Juli | Shmuel Rodensky                                   | israelischer Schauspieler                                                                                       | 84    |       |
| 18. Juli | Rebecca Schaeffer                                 | US-amerikanische Filmschauspielerin und Fotomodell                                                              | 21    |       |
| 18. Juli | Karlheinz Sommer                                  | deutscher Gynäkologe                                                                                            | 82    |       |
| 19. Juli | J. M. Cohen                                       | englischer Übersetzer und Literaturkritiker                                                                     | 86    |       |
| 19. Juli | Carl Jantke                                       | deutscher Soziologe und Sozialhistoriker                                                                        | 79    |       |
| 19. Juli | Lucian Ippolitowitsch Klimowitsch                 | sowjetischer Orientalist und Islamwissenschaftler                                                               | 81    |       |
| 19. Juli | Osmund Menghin                                    | österreichischer Prähistoriker                                                                                  | 69    |       |
| 19. Juli | Kazimierz Sabbat                                  | polnischer Jurist, Unternehmer und Politiker                                                                    | 76    |       |
| 19. Juli | Hans Schäfer                                      | deutscher Jurist und Politiker (FDP, SPD), MdL                                                                  | 75    |       |
| 19. Juli | Carl-Heinz Schroth                                | österreichischer Schauspieler, Regisseur und Synchronsprecher                                                   | 87    |       |
| 19. Juli | John Kenneth Stille                               | US-amerikanischer Chemiker                                                                                      | 59    |       |
| 19. Juli | Lola Urban-Kneidinger                             | deutsche Schauspielerin                                                                                         | 88    |       |
| 20. Juli | Forrest H. Anderson                               | US-amerikanischer Jurist und Politiker                                                                          | 76    |       |
| 20. Juli | Valentine Bargmann                                | US-amerikanischer Physiker                                                                                      | 81    |       |
| 20. Juli | Franz Boehm                                       | deutscher Schauspieler                                                                                          | 51    |       |
| 20. Juli | José Augusto Brandão                              | brasilianischer Fußballspieler                                                                                  | 79    |       |
| 20. Juli | Henri Brunschwig                                  | französischer Historiker                                                                                        | 85    |       |
| 20. Juli | Änne Meier                                        | deutsche Volksschullehrerin, Fürsorgerin und ein KZ-Häftling                                                    | 93    |       |
| 20. Juli | Erwin Sietas                                      | deutscher Schwimmer                                                                                             | 78    |       |
| 20. Juli | Giannis Tsarouchis                                | griechischer Maler                                                                                              | 79    |       |
| 21. Juli | Donald Brittain                                   | kanadischer Dokumentarfilmer                                                                                    | 61    |       |
| 21. Juli | James M. Collins                                  | US-amerikanischer Politiker                                                                                     | 73    |       |
| 21. Juli | Wilhelm Jentzsch                                  | deutscher Politiker (FDP), MdB                                                                                  | 78    |       |
| 21. Juli | Walther Kuhla                                     | preußischer Verwaltungsbeamter und Landrat                                                                      | 81    |       |
| 21. Juli | Vladimír Pokorný                                  | tschechischer Paläontologe                                                                                      | 67    |       |
| 21. Juli | Joseph E. Robbins                                 | US-amerikanischer Filmtechniker                                                                                 | 88    |       |
| 22. Juli | Max Herzele                                       | österreichischer Kaufmann und Politiker (VdU), Abgeordneter zum Nationalrat                                     | 78    |       |
| 22. Juli | Johannes Ludwig                                   | österreichischer römisch-katholischer Priester, Generaldechant der Diözese Linz und Stadtpfarrer von Braunau... | 89    |       |
| 22. Juli | Sudhir Sen                                        | indischer Entwicklungsökonom und Agraringenieur                                                                 |       |       |
| 22. Juli | Martti Talvela                                    | finnischer Opernsänger (Bass)                                                                                   | 54    |       |
| 22. Juli | Frank Thompson                                    | US-amerikanischer Politiker                                                                                     | 70    |       |
| 22. Juli | Tim Thompson                                      | australischer Badmintonspieler                                                                                  | 76    |       |
| 22. Juli | Jewgeni Iwanowitsch Umnow                         | russischer Schachkomponist                                                                                      | 76    |       |
| 23. Juli | Donald Barthelme                                  | amerikanischer Schriftsteller                                                                                   | 58    |       |
| 23. Juli | Josef Butz                                        | deutscher Musikverleger, Komponist und Musikwissenschaftler                                                     | 97    |       |
| 23. Juli | Claude Harmon                                     | US-amerikanischer Golfspieler                                                                                   | 73    |       |
| 23. Juli | Hugo Neuert                                       | deutscher Physiker                                                                                              | 77    |       |
| 23. Juli | Hans-Arno Simon                                   | deutscher Schlagersänger und Komponist                                                                          | 69    |       |
| 24. Juli | Henri de Costier                                  | französischer Automobilrennfahrer                                                                               | 88    |       |
| 24. Juli | Cecilia Hansen                                    | russische Violinvirtuosin                                                                                       | 92    |       |
| 24. Juli | Gertraud Herzger von Harlessem                    | deutsche Künstlerin und Vertreterin der Klassischen Moderne                                                     | 80    |       |
| 24. Juli | Jewgeni Filippowitsch Kusminych                   | sowjetischer Schachspieler                                                                                      | 77    |       |
| 24. Juli | Gisela Lindemann                                  | deutsche Literaturkritikerin, Literaturwissenschaftlerin, Rundfunkredakteurin                                   | 51    |       |
| 24. Juli | Mark Morrisroe                                    | US-amerikanischer Fotograf                                                                                      | 30    |       |
| 24. Juli | Erich Schott                                      | deutscher Glasunternehmer und Fabrikbesitzer                                                                    | 98    |       |
| 24. Juli | Herbert Sinz                                      | deutscher Schriftsteller und Historiker                                                                         | 76    |       |
| 24. Juli | Ludwig Walz                                       | deutscher Bekleidungskaufmann, Bürgermeister und Gerechter unter den Völkern                                    | 91    |       |
| 25. Juli | Friedrich Bachmayer                               | österreichischer Paläontologe                                                                                   | 75    |       |
| 25. Juli | Karl Becker                                       | deutscher Politiker (SPD), MdL                                                                                  | 79    |       |
| 25. Juli | Max Frauendorfer                                  | deutscher Jurist und SS-Obersturmbannführer                                                                     | 80    |       |
| 25. Juli | Karl Lenggenhager                                 | Schweizer Chirurg                                                                                               | 86    |       |
| 25. Juli | Natalija Melikjan                                 | sowjetische Pflanzenphysiologin und Hochschullehrerin                                                           | 83    |       |
| 25. Juli | Hans-Christian Pilster                            | deutscher Generalmajor                                                                                          | 74    |       |
| 25. Juli | Steve Rubell                                      | US-amerikanischer Unternehmer, Gründer der New Yorker Diskothek Studio 54                                       | 45    |       |
| 26. Juli | Aleksandar Grličkov                               | jugoslawisch-mazedonischer Politiker (BdKJ)                                                                     | 66    |       |
| 26. Juli | Helmut Hofer                                      | österreichischer Zoologe und Morphologe                                                                         | 76    |       |
| 26. Juli | Willi Peiter                                      | deutscher Politiker (SPD), MdB, MdL                                                                             | 72    |       |
| 27. Juli | Karl Hrdlicka                                     | österreichischer Politiker (SPÖ), Landtagsabgeordneter                                                          | 80    |       |
| 27. Juli | Carlos Lafuente                                   | argentinischer Tangosänger, -komponist und -dichter                                                             | 81    |       |
| 27. Juli | Warren Low                                        | US-amerikanischer Filmeditor                                                                                    | 83    |       |
| 27. Juli | Paola Masino                                      | italienische Schriftstellerin, Übersetzerin und Journalistin                                                    | 81    |       |
| 27. Juli | Luigi Punzolo                                     | italienischer katholischer Nuntius                                                                              | 84    |       |
| 27. Juli | Dolf Sternberger                                  | deutscher Politikwissenschaftler und Journalist                                                                 | 81    |       |
| 27. Juli | Ádám Szirtes                                      | Ungarischer Schauspieler                                                                                        | 64    |       |
| 28. Juli | Hans Bärnthaler                                   | österreichischer Bergsteiger                                                                                    | 35    |       |
| 28. Juli | B. V. Bowden, Baron Bowden                        | britischer Naturwissenschaftler, Hochschullehrer und Politiker                                                  | 79    |       |
| 28. Juli | Johann Breiteneder                                | österreichischer Landwirt und Politiker (ÖVP), Abgeordneter zum Nationalrat                                     | 67    |       |
| 28. Juli | Otto Broneske                                     | deutscher Journalist und Vertriebenenfunktionär                                                                 | 89    |       |
| 28. Juli | Dietfried Müller-Hegemann                         | deutscher Neurologe, Psychiater und Psychotherapeut                                                             | 79    |       |
| 28. Juli | Kyriena Siloti                                    | US-amerikanische Musikpädagogin                                                                                 | 94    |       |
| 28. Juli | Sandra White                                      | bayerische Volksschauspielerin                                                                                  | 26    |       |
| 28. Juli | Donnell Young                                     | US-amerikanischer Sprinter                                                                                      | 101   |       |
| 29. Juli | Nancy Andrews                                     | US-amerikanische Schauspielerin                                                                                 | 64    |       |
| 29. Juli | Mürüvvet Sim                                      | türkische Schauspielerin                                                                                        | 60    |       |
| 29. Juli | Mieczysław Zygfryd Słowikowski                    | polnischer Offizier und Nachrichtendienstleiter                                                                 | 93    |       |
| 30. Juli | Lily Broberg                                      | dänische Schauspielerin                                                                                         | 65    |       |
| 30. Juli | Paul Grammont                                     | französischer Benediktiner und Abt                                                                              | 78    |       |
| 30. Juli | Octave Mannoni                                    | französischer Ethnologe und Philosoph                                                                           | 89    |       |
| 30. Juli | Bernhard Pfau                                     | deutscher Architekt und Fachautor                                                                               | 87    |       |
| 30. Juli | Oswaldo Trigueiro de Albuquerque Mello            | brasilianischer Diplomat, Jurist und Politiker                                                                  | 84    |       |
| 31. Juli | Michael Harrington                                | US-amerikanischer demokratischer Sozialist, Buchautor, politischer Aktivist, Politikwissenschaftler und Radi... | 61    |       |
| 31. Juli | Bull Moose Jackson                                | US-amerikanischer Saxophonist und Sänger                                                                        | 70    |       |
| 31. Juli | Maria Pannhoff                                    | deutsche Politikerin (CDU), MdB                                                                                 | 87    |       |
| 31. Juli | Geronima Pecson                                   | philippinische Politikerin                                                                                      | 92    |       |
| Juli     | Irena Dodalová                                    | tschechoslowakische Regisseurin, Filmproduzentin, Drehbuchautorin, Pädagogin                                    | 88    |       |
| Juli     | Erna Haffner                                      | deutsche Schauspielerin, Komikerin, Sängerin und Synchronsprecherin                                             | 76    |       |
| Juli     | Petre Lupu                                        | rumänischer Politiker (PCR), Minister und Botschafter                                                           | 68    |       |
| Juli     | Hermógenes Netto                                  | brasilianischer Radrennfahrer                                                                                   | 75    |       |
| Juli     | Maarten Albert Vente                              | niederländischer Musikwissenschaftler und Orgelkundler                                                          | 74    |       |

## August
| Tag        | Name                                   | Beruf, bekannt als                                                                                           | Alter | Beleg |
| ---------- | -------------------------------------- | --- | ----- | ----- |
| 1. August  | René Debrie                            | französischer Romanist und Dialektologe                                                                      | 69    |       |
| 1. August  | Walter Dorsch                          | deutscher Politiker (SPD), MdL                                                                               | 66    |       |
| 1. August  | John Hirsch                            | kanadischer Theaterregisseur, Theaterdirektor und Übersetzer                                                 | 59    |       |
| 1. August  | Ian Hogbin                             | australischer Anthropologe britischer Herkunft                                                               | 84    |       |
| 1. August  | Camillo Jerusalem                      | österreichischer Fußballspieler                                                                              | 75    |       |
| 1. August  | John Ogdon                             | englischer Pianist und Komponist                                                                             | 52    |       |
| 1. August  | Walter Rieger                          | deutscher Jurist und Politiker (FDP), MdB                                                                    | 80    |       |
| 1. August  | Eugene Vanderpool                      | US-amerikanischer Klassischer Archäologe                                                                     | 82    |       |
| 2. August  | Friedl Behn-Grund                      | deutscher Kameramann                                                                                         | 82    |       |
| 2. August  | Luiz Gonzaga                           | brasilianischer Sänger, Akkordeonspieler und Komponist                                                       | 76    |       |
| 2. August  | Marsilio Pasotti                       | italienischer Automobilrennfahrer                                                                            |       |       |
| 2. August  | Helmer-Rainer Sinisalo                 | sowjetischer Flötist und Komponist                                                                           | 69    |       |
| 2. August  | Marcel Stern                           | französischer Komponist und Violinist                                                                        | 79    |       |
| 2. August  | Herbert Traut                          | deutscher Manager, Generaldirektor eines DDR-Betriebs, Kandidat des ZK der SED                               | 62    |       |
| 3. August  | Dominic Behan                          | irischer Songwriter und Schriftsteller                                                                       | 60    |       |
| 3. August  | Antonia Brico                          | US-amerikanische Dirigentin                                                                                  | 87    |       |
| 3. August  | Günther Sand                           | deutscher Grafiker                                                                                           | 47    |       |
| 3. August  | Johannes Schöne                        | deutscher Fußballspieler                                                                                     | 69    |       |
| 4. August  | Geoffrey Cross, Baron Cross of Chelsea | britischer Richter                                                                                           | 84    |       |
| 4. August  | Donald Garrett                         | US-amerikanischer Jazzmusiker                                                                                | 57    |       |
| 4. August  | Peter Hirsch                           | österreichischer Politiker (ÖVP), Landtagsabgeordneter, Mitglied des Bundesrates                             | 74    |       |
| 4. August  | Friedrich Meznik                       | österreichischer Jurist und Journalist                                                                       | 81    |       |
| 4. August  | Paul Murry                             | US-amerikanischer Comiczeichner                                                                              | 77    |       |
| 4. August  | Walter Ostendorff                      | deutscher Politiker (FDP), MdBB                                                                              | 70    |       |
| 4. August  | Larry Parnes                           | britischer Musikmanager und Impresario                                                                       |       |       |
| 4. August  | Karl Rix                               | österreichischer Maler und Grafiker                                                                          | 77    |       |
| 4. August  | W. Wallace Smith                       | US-amerikanischer Mormone, Enkel von Joseph Smith und Präsident der Gemeinschaft Christi                     | 88    |       |
| 4. August  | Wilhelm Stasch                         | deutscher Boxer                                                                                              | 78    |       |
| 5. August  | Pieter Arie Hendrik de Boer            | niederländischer reformierter Theologe                                                                       | 79    |       |
| 5. August  | Anton Breder                           | deutscher Leichtathlet                                                                                       | 63    |       |
| 5. August  | Nedly Elstak                           | niederländischer Jazzmusiker (Trompete, Piano, Komposition)                                                  | 58    |       |
| 5. August  | John Larsen                            | norwegischer Sportschütze                                                                                    | 75    |       |
| 5. August  | Charles Richard Mulrooney              | US-amerikanischer Geistlicher, Weihbischof in Brooklyn                                                       | 83    |       |
| 5. August  | Josef Nöcker                           | deutscher Mediziner und Sportfunktionär                                                                      | 69    |       |
| 6. August  | Hubert Beuve-Méry                      | französischer Journalist                                                                                     | 87    |       |
| 6. August  | Georg Harig                            | deutscher Medizinhistoriker                                                                                  | 54    |       |
| 6. August  | Robert Vivier                          | belgischer Romanist, Italianist, Dichter und Schriftsteller                                                  | 95    |       |
| 7. August  | Olaf Deutschmann                       | deutscher Romanist, Hispanist und Sprachwissenschaftler                                                      | 77    |       |
| 7. August  | Ferdinand Geldner                      | deutscher Bibliothekar                                                                                       | 87    |       |
| 7. August  | Ernst Günther Herzberg                 | deutscher Pädagoge und Politiker (FDP), MdL                                                                  | 65    |       |
| 7. August  | Ulrich Leffson                         | deutscher Wirtschaftswissenschaftler                                                                         | 78    |       |
| 7. August  | Mickey Leland                          | US-amerikanischer Politiker                                                                                  | 44    |       |
| 7. August  | Augie Lohman                           | US-amerikanischer Spezialeffekte-Designer                                                                    | 78    |       |
| 7. August  | Ferdinand Oppenberg                    | deutscher Lyriker und Prosaist                                                                               | 80    |       |
| 7. August  | Josef Pleyl                            | österreichischer Politiker (SPÖ), Landtagsabgeordneter, Mitglied des Bundesrates                             | 87    |       |
| 8. August  | Paula Fichtl                           | österreichische Haushälterin der Familie Freud                                                               | 87    |       |
| 8. August  | Enrico Lorenzetti                      | italienischer Motorradrennfahrer                                                                             | 78    |       |
| 8. August  | Brian Naylor                           | britischer Automobilrennfahrer                                                                               | 66    |       |
| 8. August  | George Papp                            | US-amerikanischer Comiczeichner und Cartoonist                                                               | 73    |       |
| 8. August  | Max Günther Piedmont                   | deutscher Politiker (FDP), MdL                                                                               | 72    |       |
| 8. August  | Michael Rittermann                     | österreichischer, später britischer Schauspieler                                                             | 79    |       |
| 8. August  | Maja Sacher                            | Schweizer Kunstsammlerin                                                                                     | 93    |       |
| 8. August  | Jiří Šotola                            | tschechischer Dichter, Schriftsteller und Dramaturg                                                          | 65    |       |
| 8. August  | Carl-Heinz Stephan                     | deutscher Bergbaumanager                                                                                     | 84    |       |
| 9. August  | Richard Alexander                      | US-amerikanischer Schauspieler                                                                               | 86    |       |
| 9. August  | Hans Ausserwinkler                     | österreichischer Politiker (SPÖ), Landtagsabgeordneter                                                       | 70    |       |
| 9. August  | Alice Braunlich                        | US-amerikanische klassische Philologin                                                                       | 101   |       |
| 9. August  | Rosalind Byrne                         | US-amerikanische Schauspielerin                                                                              | 85    |       |
| 9. August  | Antonino Pietro Gullotti               | italienischer Politiker                                                                                      | 67    |       |
| 9. August  | Franz Heger                            | deutscher Intendanzrat, NSDAP-Funktionär und Kommunalpolitiker                                               | 91    |       |
| 9. August  | Gustaf Järnefelt                       | finnischer Mathematiker und Astronom                                                                         | 88    |       |
| 9. August  | Hoyt Johnson                           | US-amerikanischer Country- und Rockabilly-Musiker                                                            | 53    |       |
| 9. August  | Eckart Muthesius                       | deutscher Architekt und Innenarchitekt                                                                       | 85    |       |
| 10. August | Konrad Hoffmann                        | deutscher Politiker (SPD), MdHB                                                                              | 85    |       |
| 10. August | Werner Lembcke                         | deutscher Chirurg und Hochschullehrer                                                                        | 80    |       |
| 10. August | Pierre Matisse                         | französisch-US-amerikanischer Galerist                                                                       | 89    |       |
| 10. August | Eduard H. Steenken                     | deutsch-Schweizer Journalist, Übersetzer, Autor und Herausgeber                                              | 78    |       |
| 10. August | Hans-Otto Wölber                       | deutscher evangelischer Theologe und Bischof                                                                 | 75    |       |
| 11. August | Alfred Forstmeyer                      | deutscher Heimatforscher, Ingenieur und Ministerialrat                                                       | 87    |       |
| 11. August | Leo Jaritz                             | österreichischer Jazzpionier                                                                                 | 80    |       |
| 11. August | Lê Thanh Nghị                          | vietnamesischer Politiker (KPV)                                                                              | 78    |       |
| 11. August | Robert W. Levering                     | US-amerikanischer Politiker                                                                                  | 74    |       |
| 11. August | John Meillon                           | australischer Schauspieler                                                                                   | 55    |       |
| 11. August | Dieter Mertens                         | deutscher Volkswirt                                                                                          | 58    |       |
| 11. August | Hans Zeier                             | Schweizer Skilangläufer und Skispringer                                                                      | 90    |       |
| 11. August | Sonny Thompson                         | US-amerikanischer R&B-Pianist, Produzent und Songwriter                                                      | 66    |       |
| 11. August | Richard Ward                           | britischer Offizier                                                                                          | 71    |       |
| 12. August | Peter J. Moloney                       | kanadischer Chemiker                                                                                         | 98    |       |
| 12. August | August Müller-Lamberty                 | deutscher Maler                                                                                              | 97    |       |
| 12. August | Walther Neye                           | deutscher Jurist, Hochschullehrer und Universitätsrektor                                                     | 88    |       |
| 12. August | William Bradford Shockley              | US-amerikanischer Physiker und Nobelpreisträger                                                              | 79    |       |
| 12. August | Henri Termier                          | französischer Paläontologe                                                                                   | 91    |       |
| 12. August | František Wolf                         | tschechischer Mathematiker                                                                                   |       |       |
| 13. August | Elvire De Bruyn                        | belgische Radrennfahrerin                                                                                    | 75    |       |
| 13. August | Hugo del Carril                        | argentinischer Tangosänger, Filmschauspieler und -regisseur                                                  | 77    |       |
| 13. August | Maritta Hübner                         | deutsche Hörspielregisseurin und Sprecherin                                                                  | 58    |       |
| 13. August | Ilse Hunger                            | deutsche Widerstandskämpferin und Funktionshäftling im KZ Ravensbrück                                        | 79    |       |
| 13. August | Hubert Schmidt                         | deutscher Industriekaufmann und Politiker (CDU), Bürgermeister und MdL                                       | 78    |       |
| 13. August | Larkin I. Smith                        | US-amerikanischer Politiker                                                                                  | 45    |       |
| 14. August | Robert B. Anderson                     | US-amerikanischer Politiker                                                                                  | 79    |       |
| 14. August | Bergen                                 | türkische Sängerin                                                                                           | 30    |       |
| 14. August | Walter Gondolf                         | deutscher Bühnenbildner und Maler                                                                            | 77    |       |
| 14. August | Ferdinand Hauptmann                    | banatschwäbischer römisch-katholischer Ordinarius von Timișoara                                              | 76    |       |
| 14. August | Ruth Michaelis-Jena                    | deutsch-britische Schriftstellerin und Übersetzerin                                                          | 83    |       |
| 14. August | Franz Müller                           | deutscher katholischer Theologe                                                                              | 89    |       |
| 14. August | Sergio Nasca                           | italienischer Filmregisseur und Drehbuchautor                                                                | 52    |       |
| 14. August | Lucia Reiss                            | Äbtissin von Lichtenthal                                                                                     | 76    |       |
| 14. August | Dove-Myer Robinson                     | englisch-neuseeländischer Politiker, langjähriger Bürgermeister von Auckland, Unternehmer und Umweltaktivist | 88    |       |
| 14. August | Rainer Wolfgang Schickele              | deutschamerikanischer Agrarökonom                                                                            | 84    |       |
| 15. August | Wolfram Eberhard                       | deutscher Sinologe und Ethnologe                                                                             | 80    |       |
| 15. August | Genda Minoru                           | japanischer Luftwaffengeneral und Politiker                                                                  | 84    |       |
| 15. August | Heinrich Krone                         | deutscher Politiker (Zentrum, CDU), MdR, MdB                                                                 | 93    |       |
| 15. August | Anton Richter                          | österreichischer Gewichtheber                                                                                | 77    |       |
| 15. August | Earl B. Ruth                           | US-amerikanischer Politiker (Republikanische Partei)                                                         | 73    |       |
| 15. August | Leo Trümpelmann                        | deutscher Vorderasiatischer Archäologe                                                                       | 57    |       |
| 15. August | Josef Umlauf                           | deutscher Stadt- und Raumplaner                                                                              | 82    |       |
| 16. August | Jean-Hilaire Aubame                    | gabunischer Politiker                                                                                        | 76    |       |
| 16. August | Amanda Blake                           | US-amerikanische Schauspielerin                                                                              | 60    |       |
| 16. August | Ernst Bursche                          | deutscher Maler                                                                                              | 82    |       |
| 16. August | Adolf Faller                           | Schweizer Arzt, Anatom, Medizinhistoriker und Hochschullehrer                                                | 76    |       |
| 16. August | Helga Haase                            | deutsche Eisschnellläuferin                                                                                  | 55    |       |
| 16. August | Siegfried Häußler                      | deutscher Allgemeinmediziner, Verbandsvertreter und Hochschullehrer                                          | 72    |       |
| 16. August | Heinz Hohlfeld                         | deutscher Schachspieler und -funktionär                                                                      | 65    |       |
| 16. August | Rudolf Käubler                         | deutscher Geograph                                                                                           | 85    |       |
| 16. August | Hans-Joachim von Kruedener             | deutscher SS-Hauptsturmführer, Mitglied des SD, Hauptmann der Luftwaffe                                      | 83    |       |
| 16. August | Arnold Müll                            | deutscher Fotograf und Künstler                                                                              | 82    |       |
| 16. August | Anton Nilson                           | schwedischer Pilot und Kommunist                                                                             | 101   |       |
| 16. August | Daniele Paris                          | italienischer Dirigent und Komponist                                                                         | 67    |       |
| 16. August | Alī Sāmī Šīrāzī                        | iranischer Archäologe                                                                                        |       |       |
| 16. August | Erasmo Vera                            | chilenischer Fußballspieler                                                                                  | 66    |       |
| 16. August | Martha Wissmann                        | deutsche Fürsorgehelferin, Kommunalpolitikerin und Vorsitzende des Müttergenesungswerks                      | 89    |       |
| 17. August | George Acheson                         | US-amerikanischer Offizier der US Army und der US Air Force                                                  | 85    |       |
| 17. August | Leo Johnen                             | deutscher Politiker (GB), MdL                                                                                | 88    |       |
| 17. August | Hans Koch                              | deutscher Pädagoge                                                                                           | 91    |       |
| 17. August | Klaus Mörsdorf                         | römisch-katholischer Geistlicher, Theologe, Kirchenrechtler                                                  | 80    |       |
| 17. August | Wolfgang Schöne                        | deutscher Kunsthistoriker                                                                                    | 79    |       |
| 17. August | Lawrence Stevens                       | südafrikanischer Boxer und Olympiasieger                                                                     | 76    |       |
| 18. August | Horst Brasch                           | deutscher Politiker (SED), MdV, stellvertretender Minister für Kultur der DDR                                | 66    |       |
| 18. August | Luis Carlos Galán                      | kolumbianischer Journalist und Politiker                                                                     | 45    |       |
| 18. August | Josef Kratky                           | österreichischer Politiker (SPÖ), Abgeordneter zum Nationalrat, Mitglied des Bundesrates                     | 82    |       |
| 18. August | Imre Németh                            | ungarischer Leichtathlet                                                                                     | 71    |       |
| 18. August | Bert Oosterbosch                       | niederländischer Radrennfahrer                                                                               | 32    |       |
| 18. August | Kazunori Takeda                        | japanischer Jazzmusiker                                                                                      | 49    |       |
| 18. August | Chrissie White                         | britische Kinderdarstellerin und Schauspielerin                                                              | 94    |       |
| 18. August | Ernst van den Berg                     | niederländischer Hockeyspieler                                                                               | 73    |       |
| 19. August | Willy Borgeaud                         | schweizerisch-kanadischer Sprach- und Religionswissenschaftler                                               | 75    |       |
| 19. August | Ewald Garlepp                          | deutscher Landrat                                                                                            | 83    |       |
| 19. August | Ivan Lindgren                          | schwedischer Skilangläufer                                                                                   | 82    |       |
| 19. August | Edmundo de Macedo Soares e Silva       | brasilianischer Brigadegeneral und Politiker                                                                 | 88    |       |
| 20. August | George Adamson                         | britischer Naturforscher                                                                                     | 83    |       |
| 20. August | Francisco da Silveira Bueno            | brasilianischer Autor, Romanist, Lusitanist, Grammatiker und Lexikograf                                      |       |       |
| 20. August | Jorge Durán                            | argentinischer Tangosänger                                                                                   | 65    |       |
| 20. August | Clarence Glacken                       | amerikanischer Professor für Geographie                                                                      |       |       |
| 20. August | Isa Gruner                             | deutsche Sozialarbeiterin                                                                                    | 91    |       |
| 20. August | Karl Hoefelmayr                        | deutscher Unternehmer und Kunstschaffender                                                                   | 82    |       |
| 20. August | Joseph LaShelle                        | amerikanischer Kameramann                                                                                    | 89    |       |
| 20. August | José Peirats Valls                     | spanischer Anarchist, Kämpfer im spanischen Bürgerkrieg, Aktivist, Journalist und Historiker                 | 81    |       |
| 20. August | Syd van der Vyver                      | südafrikanischer Motorrad- und Automobilrennfahrer                                                           | 69    |       |
| 21. August | Heinz Bergschicker                     | deutscher Historiker, Schriftsteller und Journalist                                                          | 58    |       |
| 21. August | William F. Bolger                      | US-amerikanischer Soldat und US-Postmaster General                                                           | 66    |       |
| 21. August | Jerzy Hryniewiecki                     | polnischer Architekt, Stadtplaner, Hochschullehrer und Sejm-Abgeordneter                                     | 81    |       |
| 21. August | Karl Mandl                             | österreichischer Koleopterologe und Botaniker                                                                | 97    |       |
| 21. August | Hugo Maser                             | deutscher Pfarrer und Senator (Bayern)                                                                       | 76    |       |
| 21. August | Gerhard Piccard                        | deutscher Wasserzeichenforscher                                                                              | 80    |       |
| 21. August | Kurt-Werner Schulz                     | deutscher Architekt und letzter Toter des Kalten Krieges                                                     | 36    |       |
| 21. August | Otto Schulz-Kampfhenkel                | deutscher Geograph, Forschungsreisender, Schriftsteller und Filmer                                           | 78    |       |
| 21. August | Raul Seixas                            | brasilianischer Musiker                                                                                      | 44    |       |
| 22. August | Alexej von Assaulenko                  | russisch-ukrainischer Maler                                                                                  | 75    |       |
| 22. August | Josef Berger                           | österreichischer Architekt und Designer                                                                      | 90    |       |
| 22. August | George Bernard Flahiff                 | kanadischer Geistlicher, Erzbischof von Winnipeg und Kardinal der römisch-katholischen Kirche                | 83    |       |
| 22. August | Robert Grondelaers                     | belgischer Radrennfahrer                                                                                     | 56    |       |
| 22. August | Charles Hill, Baron Hill of Luton      | britischer Politiker, Mitglied des House of Commons                                                          | 85    |       |
| 22. August | Lillebil Ibsen                         | norwegische Tänzerin, Theater- und Filmschauspielerin                                                        | 90    |       |
| 22. August | Alexander Sergejewitsch Jakowlew       | sowjetischer Flugzeugkonstrukteur, Chefingenieur des nach ihm benannten Konstruktionsbüros Jakowlew          | 83    |       |
| 22. August | Huey Newton                            | US-amerikanischer Gründer der Black Panther Party                                                            | 47    |       |
| 22. August | Krishnarao Shankar Pandit              | indischer klassischer Sänger                                                                                 | 96    |       |
| 22. August | Gerhard Reinhardt                      | deutscher Politiker und Widerstandskämpfer                                                                   | 73    |       |
| 22. August | Egon Streffer                          | deutscher Spion                                                                                              |       |       |
| 22. August | Arturo Vélez Martínez                  | mexikanischer Geistlicher, Bischof von Toluca                                                                | 84    |       |
| 22. August | Diana Vreeland                         | US-amerikanische Modeschöpferin, Kritikerin und Redakteurin                                                  | 85    |       |
| 23. August | Erik Almgren                           | schwedischer Fußballspieler und -trainer                                                                     | 81    |       |
| 23. August | Annemirl Bauer                         | deutsche Malerin und Grafikerin                                                                              | 50    |       |
| 23. August | Erich Hansmann                         | deutscher Politiker (SPD), MdL                                                                               | 69    |       |
| 23. August | Roman Hinterhöller                     | österreichischer Benediktinermönch, Abt von Michaelbeuern                                                    | 76    |       |
| 23. August | Katharina Jacob                        | deutsche Kommunistin und Widerstandskämpferin gegen den Nationalsozialismus                                  | 82    |       |
| 23. August | Komatsu Hitoshi                        | japanischer Maler                                                                                            | 88    |       |
| 23. August | Ronald D. Laing                        | britischer Psychiater und Mitbegründer der Antipsychiatrie-Bewegung                                          | 61    |       |
| 23. August | Helen le Clercq                        | niederländische Balletttänzerin und Choreografin                                                             | 57    |       |
| 24. August | Béla von Brandenstein                  | ungarisch-deutscher Philosoph                                                                                | 88    |       |
| 24. August | André Carré                            | französischer Automobilrennfahrer                                                                            | 81    |       |
| 24. August | Otto Dippelhofer                       | deutscher Jurist, Brigadegeneral im Bundesgrenzschutz                                                        | 80    |       |
| 24. August | Jacques Godechot                       | französischer Historiker                                                                                     | 82    |       |
| 24. August | Willem Karel Hendrik Karstens          | niederländischer Botaniker                                                                                   | 81    |       |
| 24. August | Wolfram von Krause                     | deutsch-baltischer lutherischer Theologe und Direktor der Neuendettelsauer Mission                           | 75    |       |
| 25. August | Gunnar Berg                            | dänischer Komponist                                                                                          | 80    |       |
| 25. August | Alfredo Ceschiatti                     | brasilianischer Bildhauer und Designer                                                                       | 70    |       |
| 25. August | Elmar Daucher                          | deutscher Bildhauer                                                                                          | 57    |       |
| 25. August | Jan Abramowitsch Frenkel               | sowjetischer Komponist, Musiker und Schauspieler                                                             |       |       |
| 25. August | Frank Henry                            | US-amerikanischer Reiter                                                                                     | 79    |       |
| 25. August | Kurt Klotzbach                         | deutscher Historiker                                                                                         |       |       |
| 25. August | Roman Palester                         | polnischer Komponist                                                                                         | 81    |       |
| 25. August | Stefanida Rudnewa                      | russische bzw. sowjetische Choreografin                                                                      | 99    |       |
| 25. August | Jean-Louis Verdier                     | französischer Mathematiker                                                                                   | 54    |       |
| 25. August | Bronwen Wallace                        | kanadische Schriftstellerin, Dokumentarfilmerin und feministische Aktivistin                                 | 44    |       |
| 26. August | Patrick Connor                         | irischer Politiker                                                                                           | 83    |       |
| 26. August | Raffaello Gambino                      | italienischer Wasserballspieler                                                                              | 61    |       |
| 26. August | Pitt Krüger                            | deutscher Reformpädagoge                                                                                     | 85    |       |
| 26. August | Franz Linsbauer                        | österreichischer Beamter und Politiker (ÖVP), Abgeordneter zum Nationalrat                                   | 67    |       |
| 26. August | Natoo                                  | afghanischer Musiker                                                                                         |       |       |
| 26. August | Josef Scherrer                         | österreichischer Kaufmann und Politiker (ÖVP), Landtagsabgeordneter, Abgeordneter zum Nationalrat            | 80    |       |
| 26. August | Irving Stone                           | US-amerikanischer Schriftsteller                                                                             | 86    |       |
| 27. August | Gertrud Goppel                         | deutsche Politikergattin, Ehefrau von Alfons Goppel, First Lady im Freistaat Bayern                          | 80    |       |
| 27. August | Kurt Hofmeier                          | deutscher Pädiater und Hochschullehrer                                                                       | 92    |       |
| 27. August | Luis dos Santos Luz                    | brasilianischer Fußballspieler                                                                               |       |       |
| 27. August | Burhan Shahidi                         | uigurischer Politiker im Dienst der Volksrepublik China                                                      | 94    |       |
| 27. August | Paulus von Stolzmann                   | deutscher Diplomat und Geschäftsführer des Goetheinstituts                                                   | 88    |       |
| 27. August | Alfred Harold Wood                     | australischer Geistlicher                                                                                    | 93    |       |
| 28. August | Ferenc Gerencsér                       | ungarischer Cimbalomspieler und Hochschullehrer                                                              | 65    |       |
| 28. August | Robert Reynolds Macintosh              | neuseeländischer Anästhesist                                                                                 | 91    |       |
| 28. August | Max Madlener                           | deutscher Chirurg und Hochschullehrer                                                                        | 90    |       |
| 28. August | Gerbert Mutter                         | deutscher Komponist, Musikpädagoge, Dirigent, Pianist und Organist                                           | 67    |       |
| 28. August | Charles Sheaffer                       | US-amerikanischer Hockeyspieler                                                                              | 84    |       |
| 28. August | Karl-Heinz Wegmann                     | deutscher Kugelstoßer                                                                                        | 55    |       |
| 28. August | Nils Werner                            | deutscher Kinderbuchautor                                                                                    | 62    |       |
| 29. August | Walter Brendel                         | deutscher Chirurg                                                                                            | 66    |       |
| 29. August | Klaus Gundelach                        | deutscher Redakteur, Verlagsdirektor und Naturschützer                                                       | 84    |       |
| 29. August | Heinz Hähne                            | deutscher Politiker (CDU der DDR), MdV                                                                       | 66    |       |
| 29. August | Pua Kealoha                            | US-amerikanischer Schwimmer                                                                                  | 86    |       |
| 29. August | Jakob Keusen                           | deutscher Schlagzeuger; Ex-Mitglied von „Die Profis“ und „Die Toten Hosen“                                   |       |       |
| 29. August | Hermann Lemme                          | deutscher Pädagoge und Heimatforscher                                                                        | 86    |       |
| 29. August | Hans-Georg Lueder                      | deutscher Offizier                                                                                           | 80    |       |
| 29. August | Lorenzo Natali                         | italienischer Politiker, Mitglied der Camera dei deputati                                                    | 66    |       |
| 29. August | Peter Markham Scott                    | britischer Ornithologe, Naturschützer und Maler                                                              | 79    |       |
| 30. August | Josef Hubert Kanehl                    | deutscher Apotheker                                                                                          | 76    |       |
| 30. August | Aleida Montijn                         | deutsche Komponistin, Pianistin und Musikpädagogin                                                           | 81    |       |
| 30. August | Dorothy Schiff                         | US-amerikanische Zeitungsverlegerin                                                                          | 86    |       |
| 30. August | Ekkehard Tertsch                       | österreichischer Journalist                                                                                  | 83    |       |
| 30. August | Adolf Wilhelm Ziegler                  | deutscher römisch-katholischer Theologe, Kirchenhistoriker und Hochschullehrer                               | 86    |       |
| 31. August | Richard Bayer                          | österreichischer Physiologe und Gynäkologe                                                                   | 82    |       |
| 31. August | Morris Barney Dalitz                   | US-amerikanischer Mobster, Inhaber des Dessert Inn                                                           | 89    |       |
| 31. August | Bruno Francisci                        | italienischer Automobil- und Motorradrennfahrer                                                              |       |       |
| 31. August | Mickey Hawks                           | US-amerikanischer Rock’n’Roll-Musiker                                                                        | 49    |       |
| 31. August | Charlotte Kaminsky                     | deutsche Stimmbildnerin, Redakteurin und Regisseurin                                                         | 85    |       |
| 31. August | Claire Luce                            | US-amerikanische Bühnen- und Filmschauspielerin                                                              | 85    |       |
| 31. August | Gerhard Scholz                         | deutscher Philologe, Germanist und Literaturhistoriker                                                       | 85    |       |
| August     | Robert Buckner                         | US-amerikanischer Drehbuchautor und Filmproduzent                                                            | 83    |       |
| August     | Heinz Rippert                          | deutscher Schauspieler bei Bühne, Film und Fernsehen sowie Autor, Theaterregisseur und -intendant            | 77    |       |

## September
| Tag           | Name                                    | Beruf, bekannt als                                                                                              | Alter | Beleg |
| ------------- | --------------------------------------- | --- | ----- | ----- |
| 1. September  | Kazimierz Deyna                         | polnischer Fußballspieler                                                                                       | 41    |       |
| 1. September  | Hermann Geiger                          | deutscher Maler und Grafiker                                                                                    | 84    |       |
| 1. September  | A. Bartlett Giamatti                    | US-amerikanischer Literaturhistoriker, Universitätspräsident und Sportfunktionär                                | 51    |       |
| 1. September  | Cyril Gill                              | britischer Sprinter                                                                                             | 87    |       |
| 1. September  | Otto Lantschner                         | österreichisch-deutscher Skirennläufer                                                                          | 81    |       |
| 1. September  | Tadeusz Sendzimir                       | polnischer Ingenieur, Erfinder von Metallverarbeitungsprozessen                                                 | 95    |       |
| 2. September  | Norbert Cohn                            | deutsch-amerikanischer Jazz-Musiker                                                                             | 84    |       |
| 2. September  | Clifton Parker                          | britischer Filmkomponist                                                                                        | 84    |       |
| 2. September  | Vilma Steindling                        | österreichische Sozialarbeiterin, Kommunistin und Widerstandskämpferin gegen den Nationalsozialismus            | 70    |       |
| 3. September  | Franziska Baruch                        | deutsch-israelische Kalligrafin und Schriftgestalterin                                                          | 87    |       |
| 3. September  | Jacques de Bascher                      | französischer Dandy                                                                                             | 38    |       |
| 3. September  | John Augustine Collins                  | australischer Marineoffizier im Zweiten Weltkrieg                                                               | 90    |       |
| 3. September  | Gisela Köster                           | deutsche Bühnen- und Kostümbildnerin                                                                            | 45    |       |
| 03. September | Sten Mellgren                           | schwedischer Fußballspieler                                                                                     | 89    |       |
| 3. September  | Peter Moesser                           | deutscher Komponist                                                                                             | 73    |       |
| 3. September  | Heinz Odenthal                          | deutscher Gerechter unter den Völkern                                                                           | 91    |       |
| 3. September  | Gaetano Scirea                          | italienischer Fußballspieler                                                                                    | 36    |       |
| 3. September  | Rip Sewell                              | US-amerikanischer Baseballspieler                                                                               | 82    |       |
| 3. September  | Kurt Stern                              | deutscher Journalist, Kommunist, Schriftsteller und Übersetzer                                                  | 81    |       |
| 3. September  | Botho zu Stolberg-Wernigerode           | 3. Fürst zu Stolberg-Wernigerode und Chef des Hauses Stolberg                                                   | 95    |       |
| 3. September  | Jan Trepczyk                            | kaschubischer Dichter                                                                                           | 81    |       |
| 4. September  | Mokhtar Arribi                          | algerischer Fußballspieler und -trainer                                                                         | 65    |       |
| 4. September  | Alfred Hintschig                        | österreichischer Politiker (SPÖ), Landtagsabgeordneter, Mitglied des Bundesrates                                | 70    |       |
| 4. September  | Zenon Kliszko                           | polnischer Politiker, Mitglied des Sejm                                                                         | 80    |       |
| 4. September  | Giuseppe Mazzariol                      | italienischer Kunsthistoriker, Wissenschaftsorganisator, Stiftungs- und Bibliotheksdirektor, Kunsthistoriker    | 67    |       |
| 4. September  | Georges Simenon                         | belgischer Schriftsteller                                                                                       | 86    |       |
| 4. September  | Ronald Syme                             | neuseeländischer Historiker                                                                                     | 86    |       |
| 4. September  | Johannes Weyl                           | deutscher Journalist, Verleger und Zeitungsherausgeber                                                          | 85    |       |
| 5. September  | Joseph Kaskell                          | deutschamerikanischer Rechtsanwalt und Schriftsteller                                                           |       |       |
| 5. September  | Wenzel Lüdecke                          | deutscher Filmproduzent                                                                                         | 72    |       |
| 5. September  | John Barkley Rosser                     | US-amerikanischer Mathematiker und Logiker                                                                      | 81    |       |
| 5. September  | Friedrich Vellguth                      | deutscher Architekt und Hochschullehrer                                                                         | 84    |       |
| 6. September  | Lothar Grisebach                        | deutscher Maler                                                                                                 | 79    |       |
| 6. September  | Heinrich Hubmann                        | deutscher Jurist und Hochschullehrer                                                                            | 74    |       |
| 6. September  | Gina Manès                              | französische Schauspielerin                                                                                     | 96    |       |
| 6. September  | Stefan Nowak                            | polnischer Soziologe und Hochschullehrer                                                                        |       |       |
| 6. September  | Franz Rotter                            | deutscher Bildhauer und Maler                                                                                   | 78    |       |
| 7. September  | Carlos Arévalo                          | spanischer Regisseur                                                                                            | 83    |       |
| 7. September  | Waleri Grigorjewitsch Goborow           | sowjetischer Basketballspieler                                                                                  | 23    |       |
| 7. September  | Michael Goldstein                       | deutsch-russischer Violinist und Musikpädagoge                                                                  | 71    |       |
| 7. September  | Heidi Hazell                            | deutsches Mordopfer der IRA                                                                                     | 26    |       |
| 7. September  | Karl Huth                               | deutscher Heimatforscher im Gebiet des Hessischen Hinterlandes                                                  |       |       |
| 7. September  | Günther Krauss                          | deutscher Rechtswissenschaftler                                                                                 | 78    |       |
| 7. September  | Hans Walter Lotterhos                   | deutscher Patentjurist                                                                                          | 75    |       |
| 8. September  | Gerhard Bartkowski                      | deutscher Radrennfahrer                                                                                         | 76    |       |
| 8. September  | Gustave Joseph Bouve                    | belgischer Ordensgeistlicher und römisch-katholischer Bischof von Kongolo                                       | 87    |       |
| 8. September  | Henri Disy                              | belgischer Wasserballtorhüter                                                                                   | 76    |       |
| 8. September  | Paul Alfred Weiss                       | österreichisch-amerikanischer Biologe                                                                           | 91    |       |
| 9. September  | Gustav André                            | deutscher Kunsthistoriker, Bauhistoriker und Denkmalpfleger                                                     | 89    |       |
| 9. September  | Elewter Luarsabowitsch Andronikaschwili | russisch-georgischer Physiker und Hochschullehrer                                                               | 78    |       |
| 9. September  | Heinrich Angst                          | Schweizer Bobfahrer                                                                                             | 74    |       |
| 9. September  | Jean Bertola                            | französischer Pianist, Chansonnier und Arrangeur                                                                | 67    |       |
| 9. September  | Henriette Dibon                         | französische Dichterin                                                                                          | 87    |       |
| 9. September  | Oleksij Fedorowytsch Fedorow            | sowjetisch-ukrainischer Anführer der sowjetischen Partisanen                                                    |       |       |
| 9. September  | Franco Lombardi                         | italienischer Philosoph                                                                                         | 83    |       |
| 9. September  | Meta Merz                               | österreichische Schriftstellerin                                                                                | 24    |       |
| 9. September  | Otto Riecker                            | evangelischer Pfarrer und Gründer des Lebenszentrums Adelshofen                                                 |       |       |
| 9. September  | Susi Witt                               | österreichische Schauspielerin                                                                                  | 78    |       |
| 10. September | Ernst Bessel                            | deutscher Politiker (SPD), MdL                                                                                  | 83    |       |
| 10. September | Walter Bodmer                           | Schweizer Unternehmer und Wirtschaftshistoriker                                                                 | 92    |       |
| 10. September | Dutch Elston                            | US-amerikanischer American-Football-Spieler und -Trainer                                                        | 70    |       |
| 10. September | Reinhard Graner                         | deutscher Bildhauer                                                                                             | 62    |       |
| 10. September | Charles H. Griffin                      | US-amerikanischer Politiker                                                                                     | 63    |       |
| 10. September | Karl Kollmann                           | österreichischer Landwirt und Politiker                                                                         | 90    |       |
| 10. September | Gordon K. McCallum                      | US-amerikanischer Tontechniker                                                                                  | 70    |       |
| 10. September | E. Lionel Pavlo                         | US-amerikanischer Bauingenieur und Brückenbauer                                                                 |       |       |
| 10. September | Charles Shaw, Baron Kilbrandon          | britischer Jurist                                                                                               | 83    |       |
| 10. September | Hanns Simon                             | deutscher Unternehmer                                                                                           | 81    |       |
| 10. September | Giuseppe Stella                         | italienischer Geistlicher, Bischof von La Spezia-Sarzana-Brugnato                                               | 91    |       |
| 10. September | Horace Wesley Stunkard                  | US-amerikanischer Zoologe und Parasitologe                                                                      | 100   |       |
| 10. September | Wolfgang Treue                          | deutscher Wissenschaftsorganisator Historiker                                                                   | 73    |       |
| 11. September | Hans Brechbühler                        | Schweizer Architekt                                                                                             | 82    |       |
| 11. September | Jón Jóhannesson                         | isländischer Badmintonspieler                                                                                   | 80    |       |
| 11. September | Adolf Kleemann                          | deutscher Maler und Graphiker                                                                                   | 84    |       |
| 11. September | Knud Kristiansen                        | grönländischer Katechet und Landesrat                                                                           | 71    |       |
| 11. September | Robert Maresch                          | deutscher Politiker (GB/BHE, GDP, SPD), MdL                                                                     | 85    |       |
| 11. September | Walter Sprick                           | deutscher Physiker und Computerpionier                                                                          | 79    |       |
| 11. September | Harry Tugend                            | US-amerikanischer Drehbuchautor und Filmproduzent                                                               | 91    |       |
| 11. September | William Vollery                         | Schweizer Autorennfahrer                                                                                        | 40    |       |
| 12. September | Eric Bailey                             | britischer Politiker, Mitglied des House of Commons                                                             | 84    |       |
| 12. September | Hugo Brandt                             | deutscher Politiker (SPD), MdL, MdB                                                                             | 59    |       |
| 12. September | Anton Lubowski                          | namibischer Rechtsanwalt, Freiheitskämpfer                                                                      | 37    |       |
| 12. September | Fritz Schelp                            | deutscher Jurist, Ministerialdirektor im Reichsverkehrsministerium und nach 1945 Vorstandsmitglied der Deuts... | 91    |       |
| 12. September | Valentīns Skulme                        | sowjetischer Schauspieler                                                                                       | 67    |       |
| 12. September | Sterjo Spasse                           | albanischer Schriftsteller                                                                                      | 75    |       |
| 13. September | Hermann Andersen                        | deutscher Politiker (FDP), MdL                                                                                  | 88    |       |
| 13. September | Gilles Andriamahazo                     | madagassischer General und Chef der Militärregierung Madagaskars                                                | 70    |       |
| 13. September | Hans Bachmann                           | Schweizer Wirtschaftswissenschaftler                                                                            | 91    |       |
| 13. September | Sol Prom/Solomon Fabricant              | US-amerikanischer Fotograf und Wirtschaftswissenschaftler                                                       | 83    |       |
| 13. September | Géza Frid                               | niederländischer Komponist und Pianist                                                                          | 85    |       |
| 13. September | Josef Lukowiak                          | deutscher Politiker (CDU), MdL                                                                                  | 68    |       |
| 13. September | Charles H. Russell                      | US-amerikanischer Politiker                                                                                     | 85    |       |
| 13. September | Siegfried Sorge                         | deutscher Marineoffizier, Konteradmiral im Zweiten Weltkrieg                                                    | 91    |       |
| 14. September | John Bright                             | US-amerikanischer Drehbuchautor                                                                                 | 81    |       |
| 14. September | Karl Bschorr                            | deutscher Gärtner, Vorsitzender des Bayerischen Gärtnerei-Verbands                                              | 85    |       |
| 14. September | Gustav Gsaenger                         | deutscher Architekt                                                                                             | 89    |       |
| 14. September | Fritz Johne                             | deutscher Generalmajor der Kasernierten Volkspolizei und Botschafter der DDR (1963–1967)                        | 78    |       |
| 14. September | Ludwig Kroll                            | deutscher Politiker (CDU), MdB                                                                                  | 74    |       |
| 14. September | Lorenz Lochthofen                       | deutscher Politiker (SED), Leiter des Büromaschinenwerks in Sömmerda                                            | 81    |       |
| 14. September | Pérez Prado                             | kubanischer Musiker (Piano, Orgel) und Komponist                                                                | 72    |       |
| 14. September | Hans Georg Rupp                         | deutscher Rechtswissenschaftler, Richter des Bundesverfassungsgerichts, Mitglied der Beratenden Landesversam... | 82    |       |
| 14. September | Heinz Schmidt                           | deutscher Widerstandskämpfer gegen den Nationalsozialismus und Redakteur                                        | 82    |       |
| 14. September | Heinz Wittig                            | deutscher SED-Funktionär                                                                                        | 68    |       |
| 14. September | Wilhelm Zika                            | österreichischer Orgelbauer                                                                                     | 83    |       |
| 15. September | Margit von Batthyány                    | österreichische Adlige, Tochter von Heinrich Thyssen                                                            | 78    |       |
| 15. September | Hans Hinterreiter                       | Schweizer Maler und Kunsttheoretiker                                                                            | 87    |       |
| 15. September | Michael Klinger                         | britischer Filmproduzent und Herstellungsleiter                                                                 | 68    |       |
| 15. September | Johannes Köhnlein                       | deutscher Acker- und Pflanzenbauwissenschaftler                                                                 | 86    |       |
| 15. September | Wilhelm Prilipp                         | deutscher Offizier, Brigadegeneral der Bundeswehr                                                               | 80    |       |
| 15. September | Denis Richet                            | französischer Historiker                                                                                        | 61    |       |
| 15. September | Robert Penn Warren                      | US-amerikanischer Schriftsteller und Literaturkritiker                                                          | 84    |       |
| 16. September | Arno Behrisch                           | deutscher Politiker (SPD), MdL, MdB                                                                             | 76    |       |
| 16. September | Robert Torrens Hatt                     | US-amerikanischer Zoologe und Paläontologe                                                                      | 87    |       |
| 16. September | Bruno Heck                              | deutscher Politiker (CDU), MdB                                                                                  | 72    |       |
| 16. September | David H. Moriarty                       | US-amerikanischer Tontechniker                                                                                  | 78    |       |
| 16. September | Hans Purin                              | österreichischer Maler und Kunsterzieher                                                                        | 91    |       |
| 16. September | Feliks Rączkowski                       | polnischer Organist, Komponist und Musikpädagoge                                                                | 83    |       |
| 16. September | Hellmuth Reinhardt                      | deutscher Generalmajor                                                                                          | 89    |       |
| 16. September | Georg Schewe                            | deutscher Offizier, zuletzt Korvettenkapitän                                                                    | 79    |       |
| 16. September | Allen Shields                           | US-amerikanischer Mathematiker                                                                                  | 62    |       |
| 16. September | Anatoli Jemeljanowitsch Sliwko          | sowjetischer Serienmörder                                                                                       | 50    |       |
| 16. September | Anthony Trafford, Baron Trafford        | britischer Mediziner, Politiker, Mitglied des House of Commons, Life Peer                                       | 57    |       |
| 16. September | Gerhard Welter                          | deutscher Numismatiker                                                                                          | 81    |       |
| 17. September | Hugh Quincy Alexander                   | amerikanischer Politiker                                                                                        | 78    |       |
| 17. September | Gertrude Friedberg                      | US-amerikanische Autorin                                                                                        | 81    |       |
| 17. September | Walter Groth                            | deutscher Veterinärmediziner                                                                                    | 67    |       |
| 17. September | Richard Hull                            | britischer Generalfeldmarschall                                                                                 | 82    |       |
| 17. September | Josef Reischer                          | österreichischer Politiker (ÖVP), Landtagsabgeordneter                                                          | 69    |       |
| 17. September | Serge Stauffer                          | Schweizer Künstler                                                                                              | 60    |       |
| 18. September | Corinne Franzén-Heslenfeld              | niederländische Bildhauerin                                                                                     | 86    |       |
| 18. September | Diether Hummel                          | deutscher Sektproduzent, Verbandspräsident und Fastnachter                                                      | 81    |       |
| 18. September | Rudolf Krämer-Badoni                    | deutscher Schriftsteller                                                                                        | 75    |       |
| 18. September | Aleksandra Śląska                       | polnische Schauspielerin                                                                                        | 63    |       |
| 19. September | Franz Fischer                           | deutscher SS-Sturmbannführer                                                                                    | 87    |       |
| 19. September | Günter Hartkopf                         | deutscher Jurist; beamteter Staatssekretär (1969–1983)                                                          | 66    |       |
| 19. September | Walter Heyer                            | deutscher Komponist, Dirigent, Arrangeur und Textdichter                                                        | 74    |       |
| 19. September | Karin Jacobsen                          | deutsche Schauspielerin, Regisseurin und Autorin                                                                | 65    |       |
| 19. September | Ahmet Karlıklı                          | türkischer Fußballspieler und -trainer                                                                          | 59    |       |
| 19. September | Herbert Kröger                          | deutscher Jurist und Hochschullehrer                                                                            | 76    |       |
| 19. September | Henri Routhier                          | kanadischer Ordensgeistlicher, römisch-katholischer Erzbischof von Grouard-McLennan                             | 89    |       |
| 19. September | Willie Steele                           | US-amerikanischer Leichtathlet                                                                                  | 66    |       |
| 20. September | Stig Andersson-Tvilling                 | schwedischer Eishockeyspieler                                                                                   | 61    |       |
| 20. September | Chen Boda                               | chinesischer Politiker                                                                                          | 85    |       |
| 20. September | Charley Booker                          | US-amerikanischer Bluessänger und Gitarrist                                                                     | 64    |       |
| 20. September | Richie Ginther                          | US-amerikanischer Autorennfahrer                                                                                | 59    |       |
| 20. September | Bernhard Kuckelkorn                     | deutscher Politiker (CDU), Bürgermeister von Stolberg (Rheinland)                                               | 76    |       |
| 20. September | Gustl Müller                            | deutscher Skisportler                                                                                           | 85    |       |
| 20. September | James Paster                            | US-amerikanischer Mörder                                                                                        | 44    |       |
| 21. September | Bill Barron                             | US-amerikanischer Jazz-Saxophonist                                                                              | 62    |       |
| 21. September | Alex Brunnberg                          | deutscher Politiker (CDU)                                                                                       | 74    |       |
| 21. September | Corrado Gaipa                           | italienischer Schauspieler und Synchronsprecher                                                                 | 64    |       |
| 21. September | Gene Nobles                             | US-amerikanischer Radio-Discjockey                                                                              | 76    |       |
| 21. September | Heinz Pöhler                            | deutscher Politiker (SPD), MdB                                                                                  | 70    |       |
| 21. September | Konrad Sage                             | deutscher Architekt und Hochschullehrer                                                                         | 78    |       |
| 21. September | Horst Thorau                            | deutscher Fotograf und Hochschullehrer                                                                          | 59    |       |
| 22. September | Carl Anderson                           | US-amerikanischer Artdirector und Szenenbildner                                                                 | 86    |       |
| 22. September | Irving Berlin                           | US-amerikanischer Komponist                                                                                     | 101   |       |
| 22. September | Joseph-Delphis Desrosiers               | kanadischer Ordensgeistlicher, Bischof von Maseru und Qacha’s Nek                                               | 83    |       |
| 22. September | Walter Hailer                           | deutscher Jurist und Politiker (CDU)                                                                            | 84    |       |
| 22. September | John E. Hunt                            | US-amerikanischer Politiker                                                                                     | 80    |       |
| 22. September | Günter Kehr                             | deutscher Violinist und Hochschullehrer                                                                         | 69    |       |
| 22. September | Walter Kemmerling                       | deutscher Wasserbautechniker und Hochschullehrer                                                                | 68    |       |
| 22. September | Lajos Vető                              | ungarischer reformierter Pfarrer und Bischof sowie Politiker, Mitglied des Parlaments                           | 84    |       |
| 23. September | Josef Coesfeld                          | deutscher Maskenbildner und Sänger                                                                              | 74    |       |
| 23. September | Werner Essen                            | deutscher Bevölkerungswissenschaftler und Baltikumspezialist                                                    | 87    |       |
| 23. September | Bradley Kincaid                         | US-amerikanischer Old-Time- und Folk-Musiker                                                                    | 94    |       |
| 23. September | Edna Plumstead                          | südafrikanische Paläobotanikerin                                                                                | 86    |       |
| 23. September | Egon Pukall                             | deutscher Maler und Grafiker                                                                                    | 55    |       |
| 23. September | Angelo Ross                             | US-amerikanischer Filmeditor                                                                                    | 78    |       |
| 23. September | Hans Sandig                             | deutscher Chorleiter, Dirigent, Komponist und Arrangeur                                                         | 75    |       |
| 24. September | Gilbert Doré                            | französischer Radrennfahrer                                                                                     | 73    |       |
| 24. September | Charles Hutter                          | US-amerikanischer Schwimmer                                                                                     | 73    |       |
| 24. September | Walter Norman Koelz                     | US-amerikanischer Naturforscher und Anthropologe                                                                | 94    |       |
| 24. September | Åke Pleijel                             | schwedischer Mathematiker                                                                                       | 76    |       |
| 24. September | Lindon Williams                         | US-amerikanischer Politiker                                                                                     | 56    |       |
| 25. September | Sebastian Cobler                        | deutscher Rechtsanwalt und Publizist                                                                            |       |       |
| 25. September | Josef Grammig                           | deutscher Schreiner und Senator (Bayern)                                                                        | 86    |       |
| 25. September | Paul Kreber                             | deutscher Polizeibeamter                                                                                        | 79    |       |
| 25. September | Franz Michel                            | deutscher Politiker (CSU), MdL                                                                                  | 81    |       |
| 25. September | Gerhart Potthoff                        | deutscher Verkehrswissenschaftler                                                                               | 81    |       |
| 25. September | Jack Smith                              | US-amerikanischer Regisseur                                                                                     | 56    |       |
| 26. September | Fred Adlmüller                          | österreichischer Modeschöpfer                                                                                   | 80    |       |
| 26. September | Pavlos Bakogiannis                      | griechischer Journalist und Politiker                                                                           | 54    |       |
| 26. September | Lieselotte Berger                       | deutsche Politikerin (CDU)                                                                                      | 68    |       |
| 26. September | Justus Beyer                            | deutscher Jurist und SS-Führer                                                                                  | 79    |       |
| 26. September | Helmut Bourger                          | deutscher Bildhauer                                                                                             | 59    |       |
| 26. September | Kaj Franck                              | finnischer Designer                                                                                             | 77    |       |
| 26. September | Siegfried Moning                        | deutscher Kommunalpolitiker der SPD                                                                             | 69    |       |
| 26. September | Paul Schaller                           | Schweizer Kirchenmusiker, Chorleiter und Komponist                                                              | 76    |       |
| 26. September | Leopold Schmid                          | österreichischer Maler, Bildhauer, Graphiker und Keramiker                                                      | 88    |       |
| 26. September | Arnold Shaw                             | US-amerikanischer Autor, Musikverleger, Hochschullehrer und Songwriter                                          | 80    |       |
| 26. September | Adolf Zotzmann                          | deutscher Bühnentechniker                                                                                       | 77    |       |
| 27. September | Tanikawa Tetsuzō                        | japanischer Philosoph                                                                                           | 94    |       |
| 28. September | José Arribas                            | französischer Fußballtrainer                                                                                    | 68    |       |
| 28. September | Olav T. Beito                           | norwegischer Sprachwissenschaftler                                                                              | 88    |       |
| 28. September | Ian Dalrymple                           | britischer Filmproduzent, Drehbuchautor, Filmeditor und Filmregisseur                                           | 86    |       |
| 28. September | Ferdinand Marcos                        | philippinischer Staatspräsident                                                                                 | 72    |       |
| 28. September | Elise Riesel                            | österreichische Germanistin und Sprachwissenschaftlerin                                                         | 82    |       |
| 28. September | Herman Sergo                            | estnischer Schriftsteller                                                                                       | 77    |       |
| 29. September | Gussie Busch                            | US-amerikanischer Brauereibesitzer                                                                              | 90    |       |
| 29. September | Mark Dignam                             | britischer Schauspieler                                                                                         | 80    |       |
| 29. September | Paul Elzey                              | US-amerikanischer Footballspieler                                                                               | 43    |       |
| 29. September | Thomas Keller                           | Schweizer Ruderer und Sportfunktionär                                                                           | 64    |       |
| 29. September | Jean-Louis Tixier-Vignancour            | französischer Anwalt und Politiker, Mitglied der Nationalversammlung                                            | 81    |       |
| 29. September | Georges Ulmer                           | französischer Sänger                                                                                            | 70    |       |
| 29. September | Gunnar Wiklund                          | schwedischer Schlagersänger                                                                                     | 54    |       |
| 30. September | Rudolf Amthauer                         | deutscher Psychologe                                                                                            | 68    |       |
| 30. September | William Fairbank senior                 | US-amerikanischer Physiker                                                                                      | 72    |       |
| 30. September | Huỳnh Tấn Phát                          | südvietnamesischer Politiker                                                                                    |       |       |
| 30. September | Hans Ryffel                             | Schweizer Rechtsphilosoph                                                                                       | 76    |       |
| 30. September | Arthur Schmitt                          | deutscher Kunstturner                                                                                           | 78    |       |
| 30. September | Ludwig Schuberth                        | österreichischer Feldhandballspieler                                                                            | 78    |       |
| 30. September | Virgil Thomson                          | US-amerikanischer Komponist                                                                                     | 92    |       |
| September     | Louis Dolivet                           | französischer Publizist, Filmkritiker und Filmproduzent                                                         |       |       |
| September     | Otto Dörzbach                           | deutscher Architekt                                                                                             |       |       |
| September     | Gerhard R. Steinhäuser                  | deutscher Schriftsteller                                                                                        |       |       |
| September     | Rolf Zundel                             | deutscher Germanist und Journalist                                                                              |       |       |